# استان فورلی-چزنا

استان فورلی-چزنا (به ایتالیایی: Provincia di Forlì-Cesena) از استان‌های کشور ایتالیا است. استان فورلی-چزنا در شمال این کشور قرار دارد. مرکز این استان شهر فورلی و زیرمجموعه ناحیه امیلیا-رومانیا می‌باشد. مساحت این استان ۲٬۳۷۷ کیلومتر مربع و جمعیت آن ۳۹۸٬۳۲۲ نفر است.